# 中國香港馬術總會
中國香港馬術總會（The Equestrian Federation of Hong Kong, China），原名香港馬術總會（Hong Kong Equestrian Federation），是專門管轄香港馬術事務的組織。該組織成立於1973年。現時，中國香港馬術總會是國際馬術總會和亞洲馬術總會的成員，旗下的主要比賽為國際馬聯世界場地障礙挑戰賽及國際馬聯世界盛裝舞步挑戰賽。

## 資料來源
1. ↑  .   [2013-12-10]. （原始内容存档于2019-09-03）.

## 外部連結
- 官方网站 （页面存档备份，存于）